# Henricus Ausius
Henrik Magnusson Ausius, även Henricus Magni Ausius, född 28 september 1603 i Ås socken i Småland, död 23 eller 26 april 1659 i Uppsala, var en svensk professor i grekiska, och i svensk och romersk rätt, poet, samt rektor vid Uppsala universitet.

## Biografi
Henrik Ausius var son till kyrkoherden i Ås socken Magnus Henriksson och Cecilia Håkansdotter, och enligt overifierbara uppgifter bror till psalmförfattaren Haquin Ausius. Han påbörjade sin utbildning vid skolan i Växjö 1614, blev student vid Uppsala universitet 1627, och blev två år senare kallad till lärare vid Collegium illustre i Stockholm. Genom rikskansler Axel Oxenstiernas försorg återvände Ausius till studierna som "Trollorum alumnus" (med stipendium av ätten Trolle), och dessa bedrevs förutom vid Uppsala, i Oxford och Leiden, där han läste grekiska och juridik. Vid sidan av de egna studierna var han under samma tid även informator för rikskanslerns myndlingar Gustaf och Christer Bonde. 
3 december 1640 blev han, troligen genom direkt förmedling av Oxenstierna, professor i grekiska språket vid Uppsala, och hans installationsföreläsning 19 januari 1641 hade titeln Oratio introductoria de necessitate græcarum literarum. Han skrev under denna tid flera grekiska epigram, och höjde standarden på undervisningen i ämnet till den grad att han har sagts vara den som egentligen grundlade studiet av grekiska i Sverige. 1646 blev han vid sidan av denna professur extra ordinarie professor i svensk och romersk rätt, vilket han var till 1651. Installationsföreläsningen Oratiuncula de jure testandi hölls 22 september 1646. 1655 utlystes den ordinarie professuren i juridik, men Ausius sökte den förgäves. Under två perioder var han rektor vid Uppsala universitet, november 1647-maj 1648 och maj-november 1653.
Hans disputationer handlar om grekiska, naturvetenskap, filosofi, och juridik. Därtill har två orationer tillskrivits honom. Under sin samtid var han mycket berömd, såväl i Sverige som utomlands.
Han begravdes 8 maj 1659, och till ceremonin hade Johannes Pontinus och flera andra lärde skrivit epigram till hans ära. Johan Loccenius skrev en dikt om honom, efter hans död.